# Rostjärnen (Föllinge socken, Jämtland)
Rostjärnen är en sjö i Krokoms kommun i Jämtland och ingår i Indalsälvens huvudavrinningsområde.